# Bas-Saint-Laurent

Bas-Saint-Laurents läge i Québec.

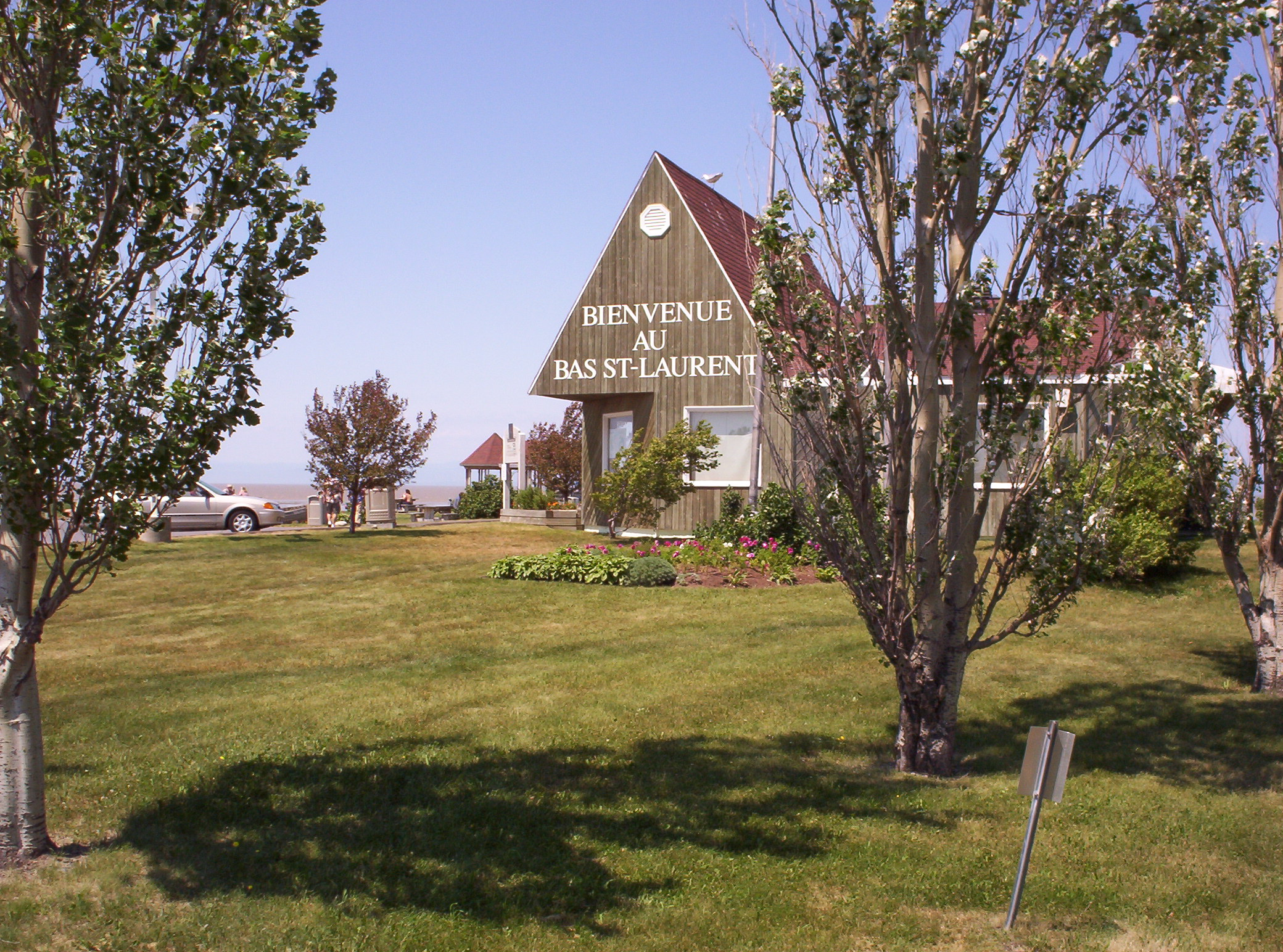
Turistbyrå vid Saint Lawrencefloden, nära La Pocatière.

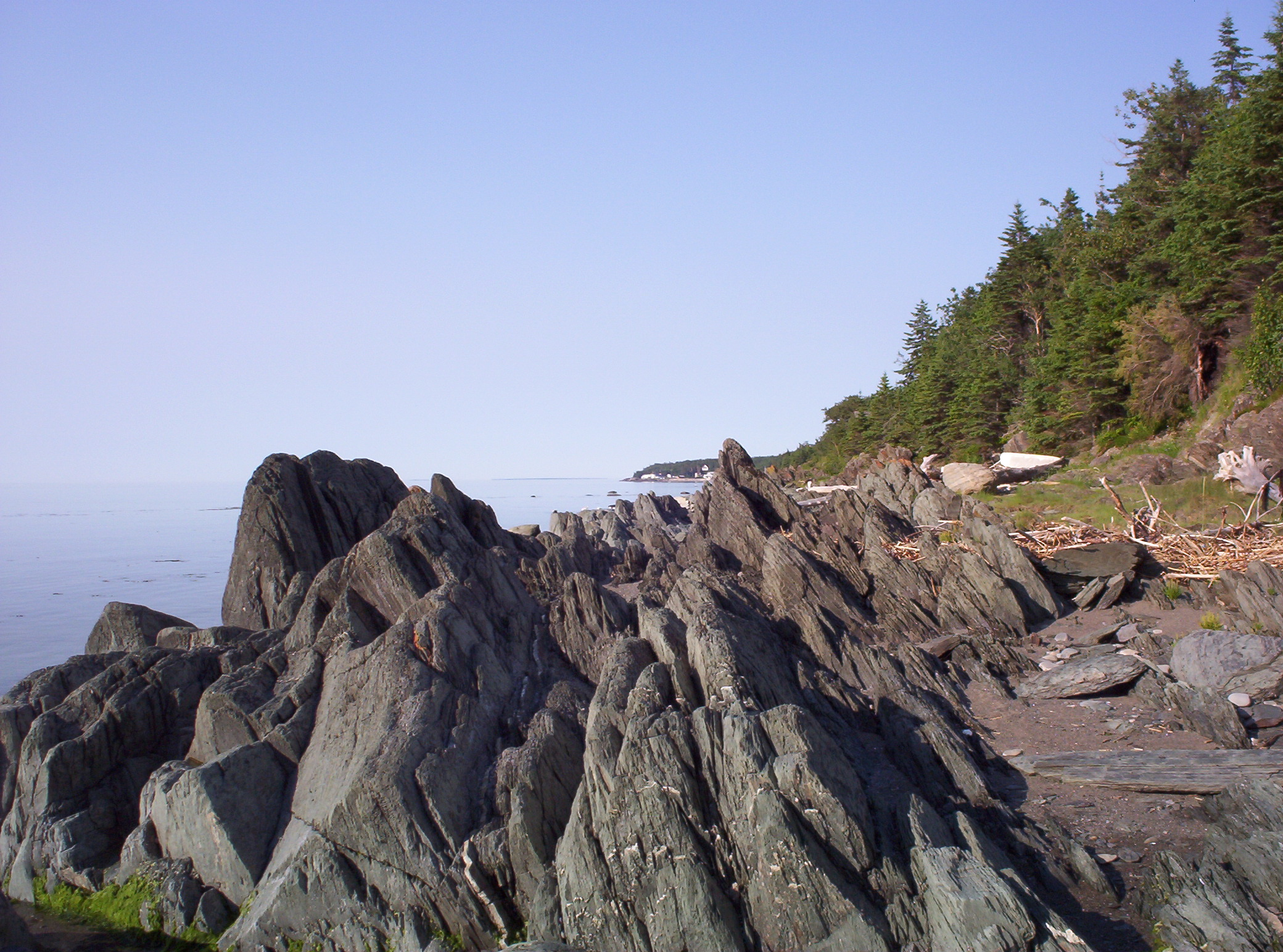
Kustlandskap i Bas-Saint-Laurent.

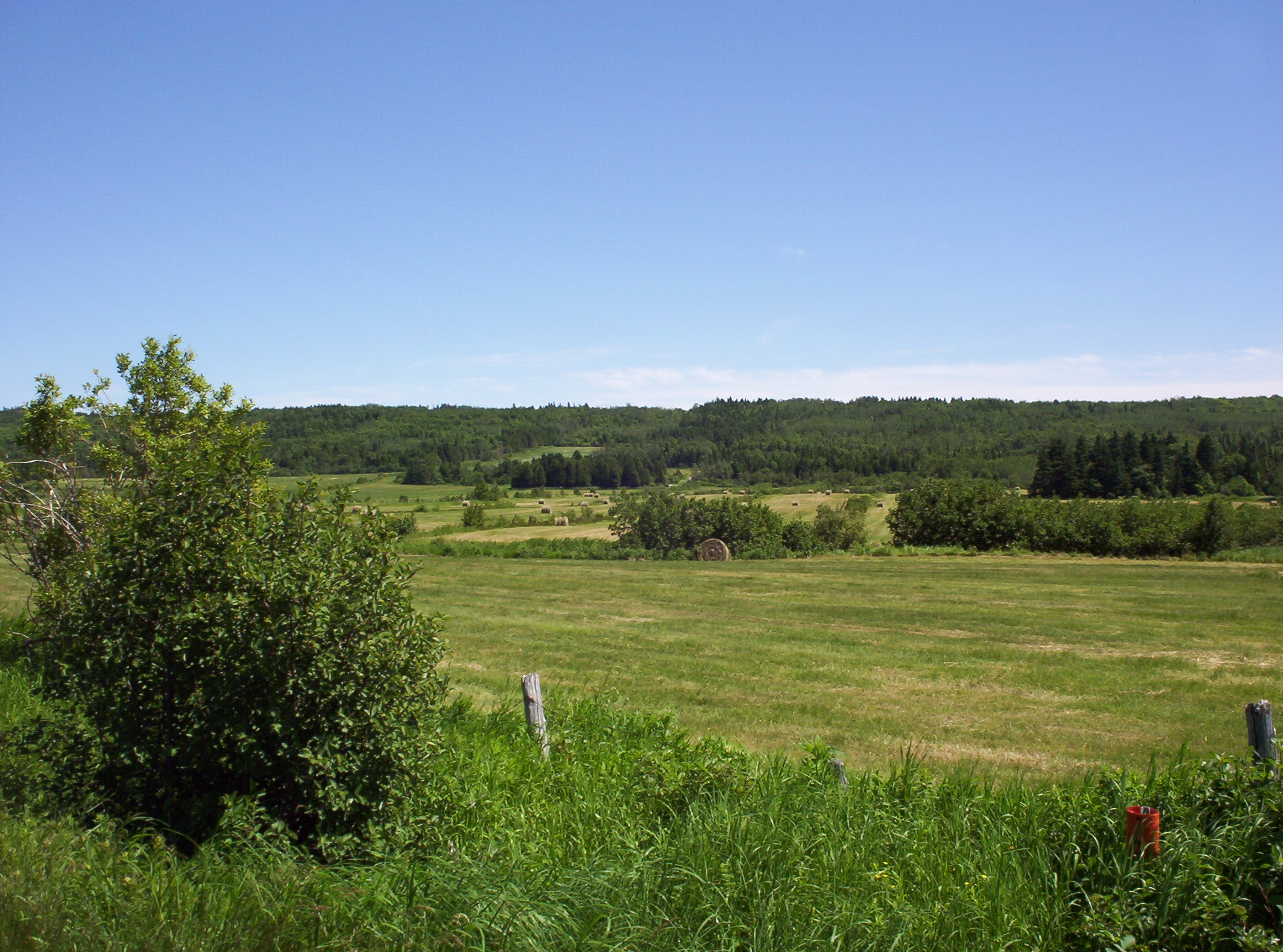
Jordbrukslandskap i Bas-Saint-Laurent.

Bas-Saint-Laurent är en administrativ region på Saint Lawrenceflodens sydsida i Québec i Kanada. Den består av 8 sekundärkommuner (municipalités régionales de comté, MRC) och 133 primärkommuner.

## Geografi

### Topografi
Bas-Saint-Laurent består av två huvuddelar: Appalachernas högplatåer (Monts Notre-Dame) och den smala låglandsremsan längs Saint Lawrenceflodens strand. Mellan de båda finns ett område med utlöpare från bergen. Bergen avbryts av dalgångarna längs Témiscouata- och Matapédiafloderna. De två dalarna utgör viktiga förbindelser mot kustprovinserna.

### Klimat
Läget nära havet och Saint Lawrenceflodens mynningsvik mildrar Bas-Saint-Laurents klimat: jämfört med Abitibi-Témiscamingue, som ligger på samma latitud, har regionen högre lägstatemperaturer och lägre högstatemperaturer. Vindarna från nordost är kalla och fuktiga. I floddalarna påverkar havet klimatet mindre.

## Demografi
- Befolkning: 201 882 (2005)
- Yta: 22 185 km²
- Befolkningstäthet: 9,1 hab./km²
- Födelsetal: 7,8 ‰ (2004)
- Dödstal: 8,4 ‰ (2003)
- Andel invånare med franska som modersmål: 99,5 % (2001)
- Invandrare: 1 200 (0,6 %) (2001)

Sedan 1951 har befolkningsutvecklingen i Bas-Saint-Laurent stagnerat, och befolkningen har också minskat något. Inom regionen har landsbygden avfolkats snabbt och de större städerna växt, framför allt Rimouski och Rivière-du-Loup. De båda städernas andel av regionens totala befolkning har växt från 16 % 1951 till 34 % 2001. Med tanke på att hela Québecs befolkning har ökat med 82 % mellan 1951 och 2001 är det inte förvånande att Bas-Saint-Laurents andel av Québecs befolkning har minskat från 5,2 % till 2,8 % under denna tid.

## Historia

### Baskerna
Tillsammans med normander och bretoner utnyttjade baskiska fiskare havets resurser i Saint Lawrenceflodens mynning under 1500-talet. Det finns belägg för deras närvaro från 1520, och den ökar efter Jacques Cartiers utforskningar. Runt 1560 hade de ett hundratal torskfiskebåtar och ett trettiotal valfångstbåtar. Då höll de mest till runt Newfoundland, men runt 1570 verkar det som att minskningen av valbeståndet ledde dem till att söka sig uppåt floden, i höjd med Saguenayfjorden. Vid Île aux Basques, utanför Trois-Pistoles, landade baskerna för att smälta fläsket från de fångade valarna.

### Den långsamma koloniseringen av stränderna
Trots att den franska kolonialmakten upprättade ett tjugotal gods (seigneuries) längs flodstranden, och även tre i inlandet, förblev befolkningen marginell fram till 1790. Förutom Kamouraskaområdet, som befolkades relativt snabbt, hade Bas-Saint-Laurent cirka 1 250 invånare utspridda över flera hundra kilometer, mellan Notre-Dame-du-Portage och Matane.
Byggandet av Chemin du Portage runt 1783 skapade en förbindelse mellan den nu brittiska Saint Lawrencedalen och de likaledes brittiska kolonierna vid Atlanten och bröt i någon mån isoleringen, men ledde inte till någon större bosättning längs vägens sträckning. Mellan 1790 och 1830 steg befolkningen i Bas-Saint-Laurent öster om Kamouraska från 1 250 till 10 000. Ökningen var delvis naturlig men förstärktes av inflyttning från områden längre västerut. Isoleringen bröts genom att kungsvägen byggdes ut till Rimouski.

## Sekundärkommuner
- Kamouraska (centralort Saint-Pascal)
- La Matanie (centralort Matane)
- La Matapédia (centralort Amqui)
- La Mitis (centralort Mont-Joli)
- Les Basques (centralort Trois-Pistoles)
- Rimouski-Neigette (centralort Rimouski)
- Rivière-du-Loup (centralort Rivière-du-Loup)
- Témiscouata (centralort Témiscouata-sur-le-Lac)

## Indianreservat utanför sekundärkommunerna
- Cacouna
- Kataskomiq